# حزب الرامغافار
حزب الرمغافار الديمقراطي الليبرالي الأرمني (بالأرمنية: Ռամկավար Ազատական Կուսակցութիւն) وتُلفظ «رامغافار أزاداكان كوساكتسوتيون» وتختصر رامغافار (بالأرمنية:Ռամկավար) أو (بالأرمنية:ՌԱԿ) «راغ». هو حزب سياسي ليبرالي منذ عام 1921، ويعتبر تكملة لـ«حزب أرميناكان» (بالأرمنية Արմենական Կուսակցութիւն) أسسه مكرديتش بورتوكاليان سنة 1885 في مدينة وان التركية وكان له لدى التأسيس منحى ثوري تحرري للدفاع عن الشعب الارمني المضطهد من قبل السلطات العثمانية التي حكمت وبطشت وقهرت الشعب الأرمني ونفذت بحقه الإبادة.
على أثر مجازر قبل وأثناء وبعد الحرب العالمية الأولى، تمكن العديد من الأرمن الناجين من الهجرة والتوجه إلى دول عربية منها لبنان وسوريا.

## في أرمينيا والشتات
في عام 1991 وبعد إعلان الجمهورية الأرمنية الحديثة بعد سقوط الاتحاد السوفياتي، تأسس حزب يعتبر الممثل الأرميني العامل في أرمينيا لحزب الرامغافار التقليدي العامل في الاغتراب الأرمني (الانتشار). وعرف الحزب الأرميني باسم «حزب الرامغافار الديمقراطي الليبرالي في أرمينيا» بالأرمنية Հայաստանի Ռամկավար Ազատական Կուսակցութիւն تُلفظ «هاياسداني رامغافار أزاداكان كوساكتسوتيون») وتُعرف (بالأرمنية:ՀՌԱԿ) «هراغ» لتفريقه عن (بالأرمنية:ՌԱԿ) «راغ» الحزب الأساسي التاريخي.
ظل الحزب على تعاون وثيق مع الحزب التاريخي لأرمن الشتات «الرامغافر - راغ». شهد حزب الرامغافار انقساما داخليا منذ عام 2009 أدى إلى تأسيس حزب منشق عن القيادة العالمية للحزب باسم «حزب أرميناكان الديمقراطي الليبرالي» (بالأرمنية Արմենական -Ռամկավար Ազատական Կուսակցություն تُلفظ «أرميناكان رامغافار أزاداكان كوسكتسوتيون») ومركزها أرمينيا. وفي عام 2012، توّحد «حزب الرامغافار الديمقراطي الليبرالي في أرمينيا» و«حزب أرميناكان الديمفراطي الليبرالي» تحت اسم واحد هو «حزب الرامغافار الديمقراطي الليبرالي (أرمينيا)» مع الحفاظ على استقلالية معيّنة من «حزب الرامغافار» التقليدي في الانتشار مع تمني بناء علاقات متينة مع هذا الحزب وطوي ملف الخلافات بينهما.

## في لبنان
يعتبر حزب الرامغافار في لبنان الممثل الثالث للبنانيين المتحدرين من أصل أرمني بعد حزب الطاشناق وحزب الهنشاق. وتعتبر مناطق بيروت وجبل لبنان مناطق تواجد الأرمن بكثافة والمعقل الحقيقي للحزب.
للرامغافار ممثل واحد في المجلس النيابي اللبناني.
صحيفة «زارتونك» اليومية الصادرة باللغة الأرمنية في بيروت، لبنان هي الناطق الرسمي باسم حزب الرامغافار في لبنان.

## وصلات خارجية
- موقع حزب الرامغافار الديمقراطي الليبرالي الأرمني
- مامول على موقع فيسبوك حزب الرامغافار  على فيسبوك.